# Okręg wyborczy nr 46 do Sejmu Rzeczypospolitej Polskiej (1993–2001)
Okręg wyborczy nr 46 do Sejmu Rzeczypospolitej Polskiej (1993–2001) obejmował województwo tarnowskie. W ówczesnym kształcie został utworzony w 1993. Wybieranych było w nim 7 posłów w systemie proporcjonalnym.
Siedzibą okręgowej komisji wyborczej był Tarnów.

## Wyniki wyborów
| Podział 7 mandatów: SLD: 1 PSL: 4 UD: 1 KPN: 1 |

| Podział 7 mandatów: SLD: 1 PSL: 1 AWS: 5 |

## Reprezentanci okręgu
| Sejm | Rok  | Poseł KW                                  | Poseł KW                                  | Poseł KW                                  | Poseł KW                                  | Poseł KW                                  | Poseł KW                                  | Poseł KW                                  | Poseł KW                                  | Poseł KW                                  | Poseł KW                                  | Poseł KW                                  | Poseł KW                                  | Poseł KW                                  | Poseł KW                                  |
| ---- | ---- | ----------------------------------------- | ----------------------------------------- | ----------------------------------------- | ----------------------------------------- | ----------------------------------------- | ----------------------------------------- | ----------------------------------------- | ----------------------------------------- | ----------------------------------------- | ----------------------------------------- | ----------------------------------------- | ----------------------------------------- | ----------------------------------------- | ----------------------------------------- |
| II   | 1993 |                                           | G. Wójcik UD                              |                                           | J. Pieniądz PSL                           |                                           | W. Żabiński PSL                           |                                           | S. Kusior PSL                             |                                           | J. Kalisz PSL                             |                                           | K. Janik SLD                              |                                           | G. Cygonik KPN (1993) AWS (1997)          |
| III  | 1997 |                                           | M. Grabowski AWS                          |                                           | A. Brzeski AWS                            |                                           | J. Brzeski AWS                            |                                           | M. Swoszowski AWS                         | W. Woda PSL                               |                                           |                                           | K. Janik SLD                              |                                           | G. Cygonik KPN (1993) AWS (1997)          |
| IV   | 2001 | okręg zniesiony – patrz okręgi nr 15 i 23 | okręg zniesiony – patrz okręgi nr 15 i 23 | okręg zniesiony – patrz okręgi nr 15 i 23 | okręg zniesiony – patrz okręgi nr 15 i 23 | okręg zniesiony – patrz okręgi nr 15 i 23 | okręg zniesiony – patrz okręgi nr 15 i 23 | okręg zniesiony – patrz okręgi nr 15 i 23 | okręg zniesiony – patrz okręgi nr 15 i 23 | okręg zniesiony – patrz okręgi nr 15 i 23 | okręg zniesiony – patrz okręgi nr 15 i 23 | okręg zniesiony – patrz okręgi nr 15 i 23 | okręg zniesiony – patrz okręgi nr 15 i 23 | okręg zniesiony – patrz okręgi nr 15 i 23 | okręg zniesiony – patrz okręgi nr 15 i 23 |

### Wybory parlamentarne 1993
| Komitet wyborczy                                      | Komitet wyborczy                                     | Głosów | %     | Mandaty | Wybrani posłowie                                                 |
| ----------------------------------------------------- | ---------------------------------------------------- | ------ | ----- | ------- | ---------------------------------------------------------------- |
|                                                       | Polskie Stronnictwo Ludowe                           | 67 525 | 29,12 | 4       | Jan Pieniądz, Władysław Żabiński, Stanisław Kusior, Józef Kalisz |
|                                                       | Katolicki Komitet Wyborczy „Ojczyzna”                | 32 036 | 13,82 | –       |                                                                  |
|                                                       | Unia Demokratyczna                                   | 23 898 | 10,31 | 1       | Gwidon Wójcik                                                    |
|                                                       | Sojusz Lewicy Demokratycznej                         | 21 369 | 9,22  | 1       | Krzysztof Janik                                                  |
|                                                       | Konfederacja Polski Niepodległej                     | 17 272 | 7,45  | 1       | Grzegorz Cygonik                                                 |
|                                                       | Niezależny Samorządny Związek Zawodowy „Solidarność” | 12 360 | 5,33  | –       |                                                                  |
|                                                       | Bezpartyjny Blok Wspierania Reform                   | 12 358 | 5,33  | –       |                                                                  |
|                                                       | Unia Pracy                                           | 11 366 | 4,90  | –       |                                                                  |
|                                                       | Koalicja dla Rzeczypospolitej                        | 7440   | 3,21  | –       |                                                                  |
|                                                       | Porozumienie Centrum                                 | 6999   | 3,02  | –       |                                                                  |
|                                                       | Unia Polityki Realnej                                | 6442   | 2,78  | –       |                                                                  |
|                                                       | Kongres Liberalno-Demokratyczny                      | 5188   | 2,24  | –       |                                                                  |
|                                                       | Partia X                                             | 4500   | 1,94  | –       |                                                                  |
|                                                       | Polskie Stronnictwo Ludowe – Porozumienie Ludowe     | 3110   | 1,34  | –       |                                                                  |
| Frekwencja: 51,47% Źródło: Państwowa Komisja Wyborcza |                                                      |        |       |         |                                                                  |

Poniższa tabela przedstawia podział mandatów dla komitetów wyborczych na podstawie uzyskanych głosów, a następnie obliczonych ilorazów wyborczych na podstawie metody D’Hondta.
| Podział mandatów dla komitetów wyborczych na podstawie metody D’Hondta | Podział mandatów dla komitetów wyborczych na podstawie metody D’Hondta | Podział mandatów dla komitetów wyborczych na podstawie metody D’Hondta | Podział mandatów dla komitetów wyborczych na podstawie metody D’Hondta | Podział mandatów dla komitetów wyborczych na podstawie metody D’Hondta | Podział mandatów dla komitetów wyborczych na podstawie metody D’Hondta | Podział mandatów dla komitetów wyborczych na podstawie metody D’Hondta | Podział mandatów dla komitetów wyborczych na podstawie metody D’Hondta | Podział mandatów dla komitetów wyborczych na podstawie metody D’Hondta | Podział mandatów dla komitetów wyborczych na podstawie metody D’Hondta | Podział mandatów dla komitetów wyborczych na podstawie metody D’Hondta | Podział mandatów dla komitetów wyborczych na podstawie metody D’Hondta |
| Komitet wyborczy                                                       | Komitet wyborczy                                                       | Liczba głosów                                                          | Iloraz wyborczy                                                        | Iloraz wyborczy                                                        | Iloraz wyborczy                                                        | Iloraz wyborczy                                                        | Iloraz wyborczy                                                        | Iloraz wyborczy                                                        | Iloraz wyborczy                                                        | Mandaty                                                                | TP                                                                     |
| Komitet wyborczy                                                       | Komitet wyborczy                                                       | Liczba głosów                                                          | /1                                                                     | /2                                                                     | /3                                                                     | /4                                                                     | /5                                                                     | /6                                                                     | /7                                                                     | Mandaty                                                                | TP                                                                     |
| ---------------------------------------------------------------------- | ---------------------------------------------------------------------- | ---------------------------------------------------------------------- | ---------------------------------------------------------------------- | ---------------------------------------------------------------------- | ---------------------------------------------------------------------- | ---------------------------------------------------------------------- | ---------------------------------------------------------------------- | ---------------------------------------------------------------------- | ---------------------------------------------------------------------- | ---------------------------------------------------------------------- | ---------------------------------------------------------------------- |
|                                                                        | Polskie Stronnictwo Ludowe                                             | 67 525                                                                 | 67 525                                                                 | 33 763                                                                 | 22 508                                                                 | 16 881                                                                 | 13 505                                                                 | 11 254                                                                 | 9646                                                                   | 4                                                                      | 3,07                                                                   |
|                                                                        | Unia Demokratyczna                                                     | 23 898                                                                 | 23 898                                                                 | 11 949                                                                 | 7966                                                                   | 5975                                                                   | 4780                                                                   | 3983                                                                   | 3414                                                                   | 1                                                                      | 1,09                                                                   |
|                                                                        | Sojusz Lewicy Demokratycznej                                           | 21 369                                                                 | 21 369                                                                 | 10 685                                                                 | 7123                                                                   | 5342                                                                   | 4274                                                                   | 3562                                                                   | 3053                                                                   | 1                                                                      | 0,97                                                                   |
|                                                                        | Konfederacja Polski Niepodległej                                       | 17 272                                                                 | 17 272                                                                 | 8636                                                                   | 5757                                                                   | 4318                                                                   | 3454                                                                   | 2879                                                                   | 2467                                                                   | 1                                                                      | 0,79                                                                   |
|                                                                        | Bezpartyjny Blok Wspierania Reform                                     | 12 358                                                                 | 12 358                                                                 | 6179                                                                   | 4119                                                                   | 3090                                                                   | 2472                                                                   | 2060                                                                   | 1765                                                                   | 0                                                                      | 0,56                                                                   |
|                                                                        | Unia Pracy                                                             | 11 366                                                                 | 11 366                                                                 | 5683                                                                   | 3789                                                                   | 2842                                                                   | 2273                                                                   | 1894                                                                   | 1624                                                                   | 0                                                                      | 0,52                                                                   |
| Ogółem                                                                 | Ogółem                                                                 | 153 788                                                                | —                                                                      | —                                                                      | —                                                                      | —                                                                      | —                                                                      | —                                                                      | —                                                                      | 7                                                                      | 7                                                                      |

### Wybory parlamentarne 1997
| Komitet wyborczy                                      | Komitet wyborczy                          | Głosów  | %     | Mandaty | Wybrani posłowie                                                                          |
| ----------------------------------------------------- | ----------------------------------------- | ------- | ----- | ------- | ----------------------------------------------------------------------------------------- |
|                                                       | Akcja Wyborcza Solidarność                | 129 414 | 51,48 | 5       | Mariusz Grabowski, Andrzej Brzeski, Janusz Brzeski, Mirosław Swoszowski, Grzegorz Cygonik |
|                                                       | Sojusz Lewicy Demokratycznej              | 30 670  | 12,20 | 1       | Krzysztof Janik                                                                           |
|                                                       | Polskie Stronnictwo Ludowe                | 29 951  | 11,91 | 1       | Wiesław Woda                                                                              |
|                                                       | Unia Wolności                             | 23 097  | 9,19  | –       |                                                                                           |
|                                                       | Ruch Odbudowy Polski                      | 12 273  | 4,88  | –       |                                                                                           |
|                                                       | Unia Pracy                                | 8712    | 3,47  | –       |                                                                                           |
|                                                       | Blok dla Polski                           | 4888    | 1,94  | –       |                                                                                           |
|                                                       | Unia Prawicy Rzeczypospolitej             | 4671    | 1,86  | –       |                                                                                           |
|                                                       | Krajowa Partia Emerytów i Rencistów       | 4092    | 1,63  | –       |                                                                                           |
|                                                       | Krajowe Porozumienie Emerytów i Rencistów | 3615    | 1,44  | –       |                                                                                           |
| Frekwencja: 53,68% Źródło: Państwowa Komisja Wyborcza |                                           |         |       |         |                                                                                           |

Poniższa tabela przedstawia podział mandatów dla komitetów wyborczych na podstawie uzyskanych głosów, a następnie obliczonych ilorazów wyborczych na podstawie metody D’Hondta.
| Podział mandatów dla komitetów wyborczych na podstawie metody D’Hondta | Podział mandatów dla komitetów wyborczych na podstawie metody D’Hondta | Podział mandatów dla komitetów wyborczych na podstawie metody D’Hondta | Podział mandatów dla komitetów wyborczych na podstawie metody D’Hondta | Podział mandatów dla komitetów wyborczych na podstawie metody D’Hondta | Podział mandatów dla komitetów wyborczych na podstawie metody D’Hondta | Podział mandatów dla komitetów wyborczych na podstawie metody D’Hondta | Podział mandatów dla komitetów wyborczych na podstawie metody D’Hondta | Podział mandatów dla komitetów wyborczych na podstawie metody D’Hondta | Podział mandatów dla komitetów wyborczych na podstawie metody D’Hondta | Podział mandatów dla komitetów wyborczych na podstawie metody D’Hondta | Podział mandatów dla komitetów wyborczych na podstawie metody D’Hondta |
| Komitet wyborczy                                                       | Komitet wyborczy                                                       | Liczba głosów                                                          | Iloraz wyborczy                                                        | Iloraz wyborczy                                                        | Iloraz wyborczy                                                        | Iloraz wyborczy                                                        | Iloraz wyborczy                                                        | Iloraz wyborczy                                                        | Iloraz wyborczy                                                        | Mandaty                                                                | TP                                                                     |
| Komitet wyborczy                                                       | Komitet wyborczy                                                       | Liczba głosów                                                          | /1                                                                     | /2                                                                     | /3                                                                     | /4                                                                     | /5                                                                     | /6                                                                     | /7                                                                     | Mandaty                                                                | TP                                                                     |
| ---------------------------------------------------------------------- | ---------------------------------------------------------------------- | ---------------------------------------------------------------------- | ---------------------------------------------------------------------- | ---------------------------------------------------------------------- | ---------------------------------------------------------------------- | ---------------------------------------------------------------------- | ---------------------------------------------------------------------- | ---------------------------------------------------------------------- | ---------------------------------------------------------------------- | ---------------------------------------------------------------------- | ---------------------------------------------------------------------- |
|                                                                        | Akcja Wyborcza Solidarność                                             | 129 414                                                                | 157 890                                                                | 64 707                                                                 | 43 138                                                                 | 32 354                                                                 | 25 883                                                                 | 21 569                                                                 | 18 488                                                                 | 5                                                                      | 4,02                                                                   |
|                                                                        | Sojusz Lewicy Demokratycznej                                           | 30 670                                                                 | 30 670                                                                 | 15 335                                                                 | 10 223                                                                 | 7668                                                                   | 6134                                                                   | 5112                                                                   | 4381                                                                   | 1                                                                      | 0,95                                                                   |
|                                                                        | Polskie Stronnictwo Ludowe                                             | 29 951                                                                 | 29 951                                                                 | 14 976                                                                 | 9984                                                                   | 7488                                                                   | 5990                                                                   | 4992                                                                   | 4279                                                                   | 1                                                                      | 0,93                                                                   |
|                                                                        | Unia Wolności                                                          | 23 097                                                                 | 23 097                                                                 | 11 549                                                                 | 7699                                                                   | 5774                                                                   | 4619                                                                   | 3850                                                                   | 3300                                                                   | 0                                                                      | 0,72                                                                   |
|                                                                        | Ruch Odbudowy Polski                                                   | 12 273                                                                 | 12 273                                                                 | 6137                                                                   | 4091                                                                   | 3068                                                                   | 2455                                                                   | 2046                                                                   | 1753                                                                   | 0                                                                      | 0,38                                                                   |
| Ogółem                                                                 | Ogółem                                                                 | 225 405                                                                | —                                                                      | —                                                                      | —                                                                      | —                                                                      | —                                                                      | —                                                                      | —                                                                      | 7                                                                      | 7                                                                      |